# 石浦將勝
石浦將勝，日本鳥取縣鳥取市出身的前大相撲力士，所屬部屋為宮城野部屋。他身高1.73米，重118公斤。最高位置是西前頭9枚目（2017年1月場所）。
他曾在日本大學學習，並搬到澳洲一段時間。他在2013年1月開始專業相撲生涯，在2016年11月成為幕內力士，和其他幕內力士相比不尋常地矮小和輕，更強調速度和技巧。
他也是前橫綱白鵬的師弟。
他在2023年6月1日因頸部傷患宣布引退，成為部屋年寄，襲名間垣。

## 個人生活
在2017年5月石浦宣布，在四年的關係之後，他已經在四月份與一名托兒所的老師結婚了。結婚儀式在2017年10月舉行，有包括師兄白鵬在內的500個嘉賓出席。